# 普雷苏拉福什
普雷苏拉福什（法語：Prez-sous-Lafauche，法語發音：[pʁe su lafoʃ]，意为“拉福什下方的普雷”）是法国上马恩省的一个市镇，属于肖蒙区。

## 地理
普雷苏拉福什（48°17'11"N, 5°29'33"E）面积22.59 平方千米，位于法国大東部大區上马恩省，该省份为法国东北部内陆省份，北起马恩省和默兹省，西接奥布省，西南接科多尔省，东南接上索恩省，东临孚日省。
与普雷苏拉福什接壤的市镇（或旧市镇、城区）包括：阿扬维尔、沙尔夫赖讷、拉福什、小利福勒、瑟米伊、沃赛涅苏拉福什、默兹河和穆宗河间布尔蒙。

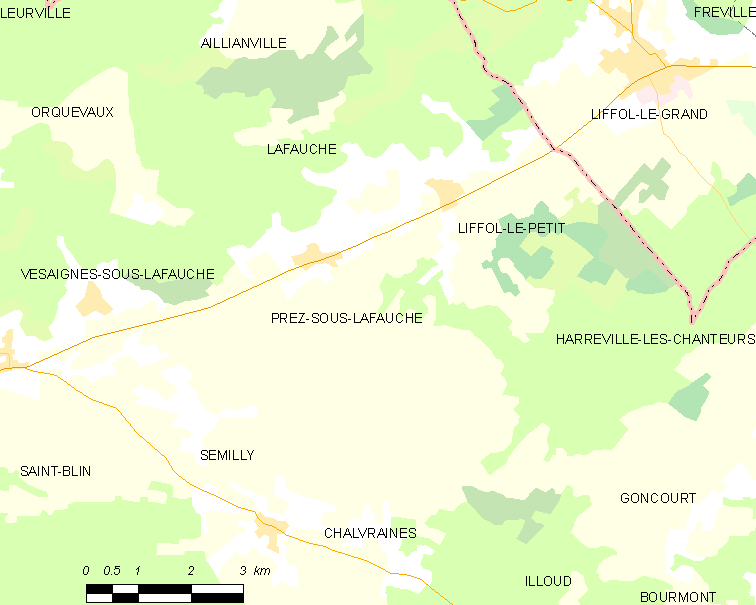
普雷苏拉福什的OSM定位图

普雷苏拉福什的时区为UTC+01:00、UTC+02:00（夏令时）。

## 行政
普雷苏拉福什的邮政编码为52700，INSEE市镇编码为52407。

## 政治
普雷苏拉福什所属的省级选区为普瓦松县。

## 人口

1962-2008年间普雷苏拉福什人口变化图示

普雷苏拉福什于2022年1月1日时的人口数量为275人。